# 天秤星號
天秤星號（SuperStar Libra）是麗星郵輪（Star Cruises）旗下的一艘豪華郵輪。她在 2005 年加入麗星郵輪，於2018年6月27日離開麗星郵輪船隊。

## 服務歷史
- 2005 年正式加入麗星郵輪並投入服務。
- 將於 2013 年初進行翻新工程。
- 2013 年 1 月 2 日，展開22天的翻新工程（由 2013 年 1 月 2 日至 2013 年 1 月 26 日）。
- 2015 年由 7 月 24 日起至 11 月 1 日以福建省廈門為母港，展開新航季，並將從廈門出發開展三天兩晚航線到訪台灣澎湖及六天五晚航線到訪日本沖繩宮古島及那霸。[1]
- 2018 年 6 月 27 日離開麗星郵輪船隊并作為德國MV Verften船廠的臨時工人住所，為雲頂香港的新船建造服務。[2]
- 2021年已出售給予報廢廠，運送到 Aliaga, Turkey 進行報廢。

## 獎項
2014 年清真廚師爭霸賽
「天秤星號」廚師團隊於 1 月 17 日至 19 日在馬來西亞檳城 Setia SPICE 舉行的首屆「2014 年清真廚師爭霸賽」中勇奪 17 個獎項。
2014 年廚師爭霸賽
「天秤星號」廚師團隊於今年「2014 年廚師爭霸賽」中勇奪 1 金、5 銀、21 銅，共 27 面獎牌及 14 
張獎狀。其中金獎作品更同時贏得馬鈴薯類別大廚挑戰賽的最佳馬鈴薯作品大獎。
2015 年檳城國際清真廚師挑戰賽
「天秤星號」廚師團隊於 1 月 30 日至 2 月 1 日在馬來西亞檳城國際會展中心舉行的「2015 年檳城國際清真廚師挑戰賽」中勇奪 25 個獎項，即 1 個金獎、8 個銀獎、11 個銅獎及 5 張獎狀。

## 設施
- 8 間餐廳及酒吧
- 戶外游泳池、按摩池、戶外高爾夫球揮桿場、籃球場及緩跑徑、健身室、桑拿浴及按摩服務，觀景甲板及日光浴場
- 開放式卡拉 OK 酒廊、娛樂及特備節目場地，表演酒廊及特備活動場所
- 免稅店[6]

## 外部連結
- 麗星郵輪天秤星號網頁

1. ↑   (PDF).   [2015-11-05]. （原始内容 (PDF)存档于2016-03-04）.
2. ↑  .   [2018-11-30]. （原始内容存档于2018-12-01）.
3. ↑   (PDF).   [2015-11-05]. （原始内容 (PDF)存档于2016-03-04）.
4. ↑   (PDF).   [2015-11-05]. （原始内容 (PDF)存档于2016-03-04）.
5. ↑   (PDF).   [2015-11-05]. （原始内容 (PDF)存档于2016-03-04）.
6. ↑   (PDF).   [2015-11-05]. （原始内容 (PDF)存档于2016-03-04）.